# بخش پون
بخش پون (به انگلیسی: Pune division) یک منطقهٔ مسکونی در هند است که در مهاراشترا واقع شده‌است. بخش پون ۵۸٬۲۶۸ کیلومتر مربع مساحت و ۱۹٬۹۷۳٬۷۶۱ نفر جمعیت دارد.